# Clavelina amplexa
Clavelina amplexa is een zakpijpensoort uit de familie van de Clavelinidae. De wetenschappelijke naam van de soort is voor het eerst geldig gepubliceerd in 2002 door Kott.